# Caroline Morris Galt
Pour les articles homonymes, voir Galt.
Caroline Morris Galt (6 novembre 1875 - 17 janvier 1937) est une professeure d'université américaine. Elle donne des cours de grec, de latin, d'histoire de l'art et d'archéologie au Mount Holyoke College et est la première femme nommée professeure annuelle à l'École américaine d'études classiques à Athènes.

## Jeunesse et éducation
Galt est née à Aurora, Illinois, fille de Thomas Galt et Jeannette McFarlane Galt. Sa mère est née à Glasgow, en Écosse.
Caroline Galt obtient un baccalauréat au Collège Bryn Mawr en 1897 et poursuit ses études à l'Université de Chicago et à l'Université Columbia. Elle est inscrite à l'American School of Classical Studies à Rome en 1910 et 1911.

## Carrière
Galt enseigne le grec et les mathématiques au Pennsylvania College for Women de Pittsburgh après l'université. Elle fait partie du corps professoral du Mount Holyoke College de 1903 à 1937. Elle enseigne le grec et le latin et reprend une grande partie du travail de la professeure d'histoire de l'art et d'archéologie Louise Fitz Randolph en 1913. Ses sœurs, Mary Wallace Galt et Jeannette Rachel Galt, enseignent également à Mount Holyoke (mathématiques et latin, respectivement),.
Galt publie des articles sur "une statuette en bronze dont la beauté monumentale mérite à elle seule d'être publiée" sur "un fragment de marbre sculpté" d'Aptera et sur "la vie retirée des femmes grecques de la période hellénique",. En 1924, elle fait une tournée dans plusieurs États du nord-est pour donner des conférences sur « Les Romains en Égypte ».
Galt organise les amis de l'art de Mount Holyoke. En 1925, elle est la première femme nommée professeure annuelle à l'American School of Classical Studies d'Athènes,. Elle est membre de la Classical League, de l'Institut archéologique américain, de l'American Philological Association et de l'American Numismatic Society,. L'une de ses étudiantes à Mount Holyoke est l'archéologue Sara Anderson Immerwahr (en).
Galt est décédée en 1937, à l'âge de 61 ans, d'un cancer, à South Hadley, Massachusetts,.